# Бузенелло, Джованни Франческо
Джованни Франческо Бузенелло (итал. Giovanni Francesco Busenello; 24 сентября 1598, Венеция — 27 октября 1659, Леньяро) — итальянский поэт и оперный либреттист
.

## Биография
Джованни Франческо Бузенелло родился в Венеции в состоятельной и уважаемой семье, изучал право в Падуе, был адвокатом и некоторое время послом Венеции в Мантуе.
Обратившись к литературе, Бузенелло в поэзии начинал как последователь Джамбаттисты Марино, типичного представителя итальянского барокко, а в глазах членов Аркадской академии — олицетворения барочного «испорченного вкуса». В драматургии он начинал как последователь Дж. Б. Гварини, создавшего, наряду с Торквато Тассо, классические образцы пасторально-идиллического жанра. Собственное место в истории итальянской литературы Бузенелло занял прежде всего как блестящий либреттист, написавший, в частности, либретто к операм Франческо Кавалли «Любовь Аполлона и Дафны» (1640) и «Дидоиа» (1641) и к «Коронации Поппеи» Клаудио Монтеверди (1642). Фактически он является создателем венецианского типа либретто. «…Бузенелло, — пишут исследователи, — был первым, кто оценил растущую популярность оперы как жанра со своими собственными законами. Он отказался от декларативного следования каноническим требованиям Аристотелевой „Поэтики“ в пользу испанской барочной драмы».